# 天井 (パチスロ)
パチスロにおける天井（てんじょう）は、前回のボーナス・AT等の終了から非当選のまま一定のゲーム数を超えると、「必ずボーナスを放出する、あるいはリプレイタイム（RT）やアシストタイム（AT）に突入しメダルが減らなくなる、またはチャンスゾーン(CZ)に突入する」といった状態になること、またそのゲーム数のことを指す。

## 4号機
4号機初の天井搭載機は『キャッツアイ』（サミー）と言われており、1500ゲーム間ボーナス非当選の場合ボーナス当選までATが発動した。
4号機のストック機においては、一般的には最大天井のことを指し、具体的にはボーナスストックがある場合、必ずボーナスに当選するゲーム数の事を指す。ストック機の天井の原点は裏モノと言われている。
一般的にストック機の天井はボーナス終了からのゲーム数でカウントするが、『スーパーブラックジャック』（NET）のスイカ11回成立や、『ハローサンタ』（タイヨー）および『同 マシンガンVer.』の小役当選間18G等ゲーム数以外が天井という機種もある。
AT機の場合ストック機と違い、必ずしも大量の出玉を得られるとは限らないが、『猛獣王S』（サミー）・『サンダーV2』（アルゼ）などのように天井到達が爆発的な出玉獲得のチャンスとなる機種も存在する。

## 5号機
5号機でも「天井」と呼ばれる用語は存在するが、5号機においてはその規定上「特定のゲーム数で必ずボーナスに当選する」といったことが不可能（ただしATのことをボーナスと呼称している機種は除く）となった。しかし一部には、代替策として、特定のゲーム数でRTやATに突入し、それ以後ボーナス当選までメダルを減らさずにプレイできるといったシステムを用意している機種があり、そのような機種におけるRT・ATへの突入ゲーム数のことを「天井」と呼ぶ。
このような天井システムは、2006年に発売された『ホークIII』（JPS）で初めて搭載され、以後『サンダーVスペシャル』（エレコ・アルゼ）や『青ドン』（ミズホ・アルゼ）、『餓狼伝説』（SNKプレイモア）などにも同様のシステムが登場した。
5.9号機では有利区間の概念の導入に伴って、有利区間の滞在比率は全体の70％までという規定があり、従来のような天井機能を搭載することが出来なくなった。例外として、『ルパン三世世界解剖』(平和)では有利区間のシステムを逆手に取った設計をすることで、実質的な天井機能を搭載することに成功している。

## 6号機
6号機では有利区間の仕様に一部改定が行われた。有利区間の滞在比率の撤廃により、ほぼ全てのゲームで有利区間に滞在することが可能となったことで天井機能が復活した。
6号機の仕様上ベースが高く初当たりが重いため、大半の機種ではCZという名の突破型ATを搭載して出玉バランスを取っている。しかし、突破型ATの突破難易度は高く、有利区間リセット時点で内部的に突破するか否かが既に決まっているデキレ感、CZ突破に失敗すれば再びCZへ突入するためにメダルを消費しなければならない、天井ゲーム数を深めに設定している機種に至っては有利区間完走までに獲得可能なメダル数も少なくなる等、ユーザーからの批判が絶えない。
メーカーもユーザーからの不満に対処するために、2019年に登場した『パチスロ交響詩篇エウレカセブン3 HI-EVOLUTION ZERO』ではビッグボーナス以上当選+AT突入成功時のATレベル優遇という特典が天井到達時に当選するようになる。また、2020年に登場した『吉宗3』では天井到達時においても、ビッグボーナスorレギュラーボーナスのガチ抽選を採用して6号機のデキレ感をほぼ解消している。

## 仮天井
似たような言葉に「仮天井」があるが、これは以下の2つの意味で使われる。
1. ボーナス終了後等に行われる天井ゲーム数振り分けにおける、最深天井以外に選ばれやすいゲーム数[5]
2. 一定のゲーム数を超えるとボーナスやATの抽選確率が上がり、ボーナスを放出したりATに突入したりしやすくなるの

前者は当該ゲーム数に到達するとボーナスやATを放出するという点で天井の一種といえるが、通常天井ゲーム数として何ゲームが選ばれているかをプレイヤーが知る術はない。一方で後者は通常の天井状態とは異なり、あくまで「確率が上がる」だけなので、場合によっては仮天井到達からボーナス放出まで数百ゲームを費やすこともある。いずれにしてもプレイヤーから見ると「ボーナスやAT・RT等に突入しやすいが確定ではない」という点が共通している。
なお後者のタイプのシステムは吸い込み方式でボーナス抽選を行っていた0号機の時代から存在し、AT機全盛の時代によく見られたシステムだが、ストック機では『ニュー島唄30』（オリンピア）や『沖縄サイコー!嵐』（ネット）など、一部の限られた機種のみが採用していた。5号機では『新世紀エヴァンゲリオン 〜約束の時〜』（ビスティ）の天井RTや、『パチスロサクラ大戦3』（サミー）のボーナス間天井などがこれに該当するが、採用例としては少ない。

## 遊タイム(パチンコ天井)
現行のパチンコ機は上記のようなハマリ救済が非搭載(いわゆる「青天井」)の台が殆どである。しかし2019年12月20日、警察庁が「技術上の規格解釈基準」を改定したことにより、大当たり終了後以外にも一定回転数に到達すれば時短が発動する台を作ることが可能となった。この時短は「遊タイム」と呼ばれ、これがパチンコにおける天井に相当する。遊タイムを搭載した新台パチンコ機は既に複数台が検定に適合しており、2020年4月20日～順次ホールへ導入される予定。
遊タイムを搭載するには一定のスペック条件を満たす必要があり、全てのパチンコ台に搭載できるわけではない。詳しくは【時短 (パチンコ) ー(遊タイム)】の節を参照のこと。

## 遊タイム以前
パチンコでは、過去に何度か天井に相当する機能を搭載した機種が現れたことがあるが、広く普及するには至らなかった。
1993年に登場した『春夏秋冬』では地獄モード滞在時に限り42回目のリーチで必ず大当たりになるという天井が存在した。しかし外部からはモード判別が不可の為実用には至らなかった
1994年に発売された『黄門ちゃま』（平和）において「1000回転で必ず確率変動を引ける」機能が搭載されたことがあったが、その後この機能は後継機等には引き継がれずに終わった。
その後2006年に登場した『CRやすしきよし555』（豊丸産業）において、「通常時とほぼ大当たり確率が変わらない確変」を利用して「555回転以上はまると次回大当たりに必ず555回転の時短がつく」（通常は30回転か100回転の時短が多く、稀に555回転の時短に昇格する）という形で仮天井を実現する機能が搭載されたが、これもその後広がりを見せることはなかった。
同じく豊丸産業が2010年に発売した『CR天上のランプマスターS128』には、やはり低・高確率時の大当り確率にあまり差をつけず、「128回転の間、出玉の無いものも含めた確変大当りを引かない」または「15回連続で確変を継続させる」ことで、すべての大当りに時短がつく「創神モード」へ移行するという、擬似天井機能が搭載されている。「創神モード」は内部的には低確率状態であり、前者は127回転のST終了、後者は15回の確変リミットによるものである。なお、この機能に関しては、メーカーは「天井」ではなく「天上」の表記を用いている。